# フムス (イスラーム)
フムス (アラビア語: خُمْس、khums) は、イスラム教シーア派における、純益の五分の一を支払う宗教税である。本来はアラビア語において五分の一を意味する単語である。

## 概要
シーア派の観点によれば、フムスの根拠はクルアーンの以下の節による。
この字句によれば、フムスの分配対象は以下の6つである。
1. 神（アッラーフ）
2. 使徒（預言者ムハンマド）
3. 使徒の近親者
4. 孤児
5. 貧者
6. 旅人

イマームの在時には、イマームが受け取り、それらを対象に分配することが原則とされた。しかし実際には分配の対象は以下の2つに区分される。
イマームの取り分
分配対象の神、預言者、「お家の人々」がイマーム自身であると解釈されたことに基づく。
サイイドの取り分
孤児、貧困者、旅人は預言者一族の一員であると解釈されたことに基づく。
このうち、第一に関してはイマームがお隠れ（ガイバ）することで、法学者間の問題となった。イマームに代わり法学者が徴収可能であるかが主要な問題となり、議論が展開されていく。現代ではイマームの代理として高位の法学者が習従する一般信徒からフムスを徴収して宗教活動に使用しており、その財政基盤となっている。
シーア派の歴史的研究では、オスマン帝国とシーア派宗教界に集まったフムスとイランからの聖地巡礼による収入は、カージャール朝の国家予算の数倍から10倍以上という莫大なものであったことが明らかにされている。